# Nephodia subplagiata
Nephodia subplagiata är en fjärilsart som beskrevs av Paul Dognin 1908. Nephodia subplagiata ingår i släktet Nephodia och familjen mätare. Inga underarter finns listade i Catalogue of Life.